# Mary Quantová
Dame Barbara Mary Quantová provdaná Plunket Greeneová, DBE (11. února 1930 Londýn – 13. dubna 2023 Surrey) byla britská módní návrhářka.
Narodila se na londýnském předměstí Blackheath v rodině velšského původu, oba její rodiče byli učitelé. Vystudovala výtvarné umění na londýnské college Goldsmiths, navrhovala klobouky pro firmu Erik a v roce 1955 otevřela vlastní módní obchod Bazaar na prestižní třídě King's Road. Její bizarní kreace přitáhly pozornost generace poválečného baby boomu, Quantová především zpopularizovala minisukně (pojmenované podle automobilu Mini), i když na jejich vynález si dělají nárok mnozí další návrháři, např. André Courrèges. Jejím typickým znakem se stalo logo s kopretinou, výrazem nově definovaného ideálu ženskosti byla její spolupráce s velmi štíhlou modelkou Twiggy. Pro módu šedesátých let 20. století byly určující trendy, s nimiž přišla Quantová: výrazné barvy, neobvyklé střihy a materiály (např. umělé hmoty), nápadné účesy a líčení, dobovým hitem se staly také krátké kalhoty zvané hot pants. Její modely se staly ztělesněním rostoucího sebevědomí mladých lidí a ženské emancipace, jejich vyzývavost byla předzvěstí sexuální revoluce. V roce 1963 vyhrála Quantová první ročník ceny Dress of the Year, v roce 1966 jí byl udělen Řád britského impéria a v roce 2006 čestný doktorát na Heriot-Watt University v Edinburghu. Od sedmdesátých let se místo oblečení zaměřila na bytový design a prodej kosmetiky, vydala autobiografickou knihu Quant by Quant.